# Canon RF 85mm f/2 Macro IS STM
El Canon RF 85mm f/2 macro IS STM és un teleobjectiu fix i macro amb muntura Canon RF.
Aquest, va ser anunciat per Canon el 9 de juliol de 2020, amb un preu de venda suggerit de 749€.
Aquest objectiu s'utilitza sobretot per fotografia de retrat, producte de mida petita i macrofotografia.

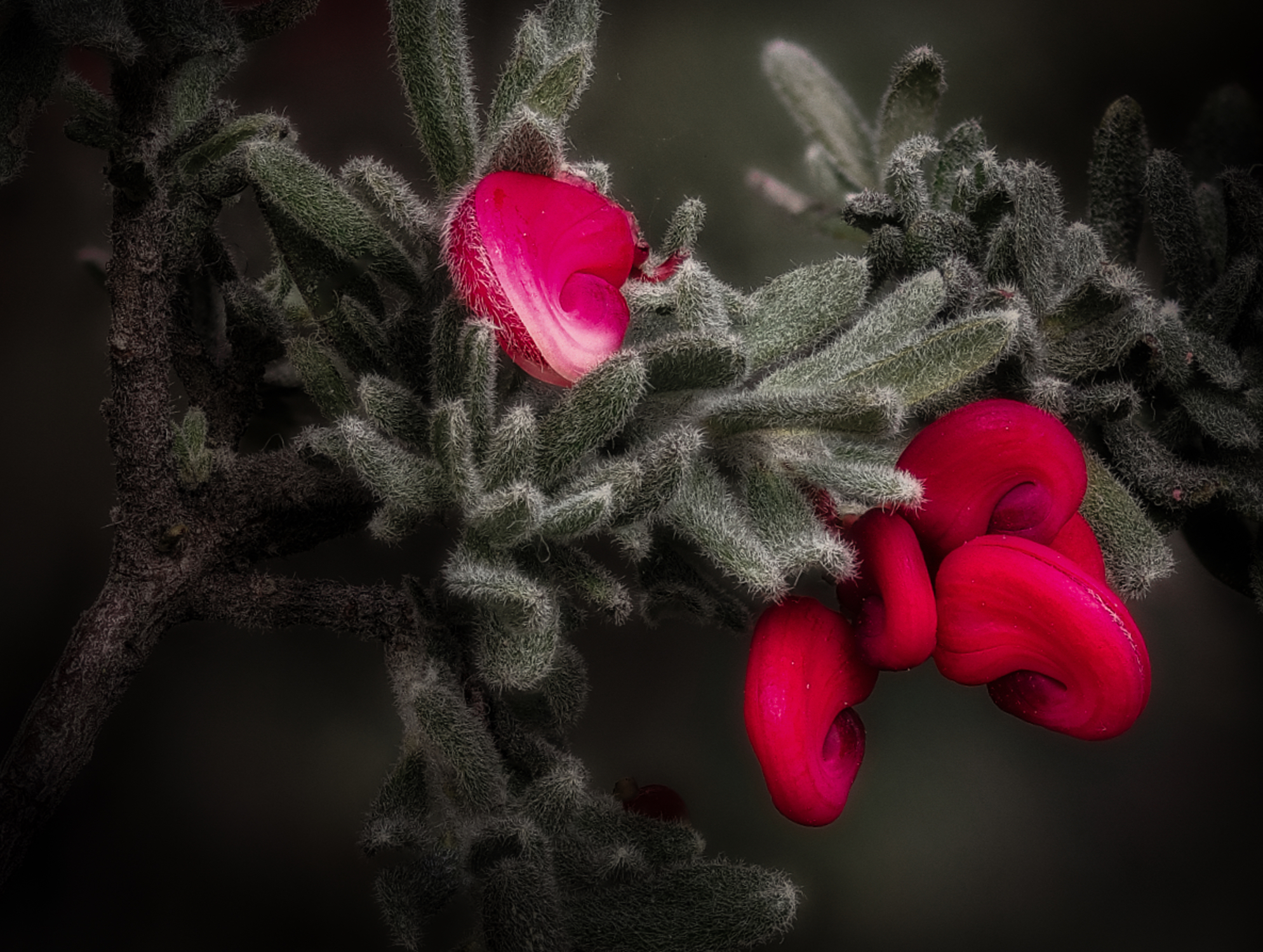
Flors fotografiades amb el Canon RF 85mm f/2 macro IS STM

## Característiques
Les seves característiques més destacades són:
- Distància focal: 85mm
- Obertura: f/2 - 29
- Motor d'enfocament: STM (Motor d'enfocament pas a pas, silenciós)
- Estabilitzador d'imatge de 5 passes
- Distància mínima d'enfocament: 35cm
- Rosca de 77mm

## Construcció[5]
- La muntura és de metall, però la resta de parts són de plàstic
- El diafragma consta de 9 fulles, i les 12 lents de l'objectiu estan distribuïdes en 11 grups.
- Consta d'una lent d'ultra baixa dispersió i un revestiment super spectra (ajuda a reduir els efectes fantasma).

## Accessoris compatibles[6]
- Tapa E-67 II
- Parasol ET-77
- Filtres de 67mm
- Tapa posterior RF

## Objectius similars amb muntura Canon RF
- Canon RF 85mm f/1.2L USM[7]
- Canon RF 85mm f/1.2L USM DS[8]
- Laowa 85mm f/5.6 2x ultra macro APO[9]
- Samyang AF 85mm f/1.4[10]
- Samyang MF 85mm f/1.4[11]
- Viltrox 85mm f/1.8 STM[12]
- Yongnuo YN 85mm f/1.8R DF DSN[13]